# 甲子園警察署
甲子園警察署（こうしえんけいさつしょ）は、兵庫県警察が管轄する警察署の一つ。管轄区域内に阪神甲子園球場が存在する。管轄地域人口は約13万人。西宮市は甲子園などの鳴尾地区周辺を甲子園署、そのほかの地区を西宮警察署が管轄している。なお警察署が立つ以前は、大阪朝日新聞社が夏の甲子園20回目を記念して建設した「野球塔」が存在していたが太平洋戦争中の空襲で崩壊している。

## 管轄区域
西宮市のうち
- 鳴尾支所の管轄する区域
- 市役所本庁の管轄する区域のうち
  - 上甲子園五丁目・今津野田町、上野町
  - 甲子園春風町、浜田町、砂田町、六石町、浦風町、高潮町、洲鳥町、網引町、三保町
  - 今津真砂町の一部
- 瓦木支所の管轄する区域のうち
  - 甲子園口一丁目 - 六丁目
  - 上甲子園一丁目 - 四丁目

## 交番
- 上甲子園交番 - 西宮市甲子園口3丁目29-16
- 浦風交番 - 西宮市甲子園六石町4-19
- 小松交番 - 西宮市小松町2丁目1-32
- 本郷交番（レディースサポート交番） - 西宮市鳴尾町3丁目1-23
- 上田交番 - 西宮市上田中町3-45
- 高須交番 - 西宮市高須町2丁目1-33
- 枝川交番 - 西宮市枝川町9-7
- 中津交番 - 西宮市甲子園町27-11

## アクセス
- 阪神電鉄「甲子園駅」から南へ約200m
- JR神戸線「甲子園口駅」から南へ約2km